# Saint-Sulpice-des-Rivoires
Saint-Sulpice-des-Rivoires es una población y comuna francesa, en la región de Ródano-Alpes, departamento de Isère, en el distrito de La Tour-du-Pin y cantón de Saint-Geoire-en-Valdaine.

## Demografía
| 250 | 217 | 222 | 256 | 343 | 411 |
| Para los censos de 1962 a 1999 la población legal corresponde a la población sin duplicidades (Fuente: INSEE [Consultar]) |     |     |     |     |     |